# NGC 7122
NGC 7122 – gwiazda podwójna znajdująca się w gwiazdozbiorze Koziorożca. Zaobserwował ją Edward Joshua Cooper 24 listopada 1854 roku i skatalogował jako „zamgloną gwiazdę”.